# Szpital na peryferiach
Szpital na peryferiach (cz. Nemocnice na kraji města) – czechosłowacki serial telewizyjny w reżyserii Jaroslava Dudka, według scenariusza Jaroslava Dietla. Opowiada losy pracowników oddziału ortopedii w peryferyjnym czeskim szpitalu oraz sprawy prywatne, szczególnie rodziny dr. Sovy, dr. Blažeja i dr. Štrosmajera.
Zdjęcia do serialu były kręcone w Pradze i Moście. 

## Fabuła
Serial opowiada o pracy oraz życiu prywatnym lekarzy ze szpitala w czeskim mieście Bor. Bohaterowie pracują na tamtejszym oddziale ortopedii. Do oddziału dołącza świeżo upieczona doktor Elżbieta Čeňková, która zostaje wprowadzona w fach przez doktora Józefa Štrosmajera – sarkastycznego, lecz optymistycznie podchodzącego do życia zastępcę ordynatora. Oprócz Štrosmajera do oddziału należą zalotny doktor Blažej oraz oczytany, lecz nieudolny doktor Cvach. Na oddział zostaje przewieziona młoda gwiazda hokeja Rezek, który znajdował się w stanie ciężkim, przez co konieczne było przeprowadzenie kilku operacji. Chłopak stawia grę ponad swoje zdrowie i z tego powodu dochodzi do konfliktu między nim a Štrosmajerem. Okazuje się, że to doktor Cvach przekazał Rezkowi informacje o nieudanych operacjach powodując problemy zarówno u Štrosmajera jak i Blažeja.
Ordynatorem ortopedii jest szanowany i bardzo doświadczony chirurg doktor Karol Sova senior, który szykuje się powoli na emeryturę. Ma on syna Karola juniora, który również jest świetnym fachowcem. Młody Sova ma jednak problemy z piciem w czasie pracy, przez co zostaje wyrzucony z praskiej kliniki. Na dodatek zmienia to jego podejście do zawodu, przez co wpada w konflikt z ojcem, zaś jego żona wnosi o rozwód. Ordynator Sova postanawia odejść z funkcji i przenosi się do ośrodka zdrowia w małej miejscowości Tynište.
Tymczasem doktor Blažej wdaje się w związek uczuciowy z piękną pielęgniarką Iną Galuškową, co stara się bez powodzenia kryć przed swoją żoną, córką miejscowego notabla. Po odejściu doktora Sovy z funkcji ordynatora ma zostać nim Štrosmajer, jednak nie dochodzi to do skutku, gdyż uderzył nieuczciwego chłopaka swojej córki. Ostatecznie funkcję ordynatora przejmuje Blažej i w zemście decyduje się wyrzucić Cvacha z pracy. Ina tymczasem bierze ślub z kierowcą pogotowia Jachýmem, którego ostatecznie zdradza, kontynuując swój romans z Blažejem i w efekcie zachodzi z nim w ciążę. Kiedy Blažej i Jachým wpadają w konflikt, kończy się to wypadkiem samochodowym w którym obaj ucierpieli. Aby uratować obydwu Čeňková jedzie do Týniště, aby poprosić o to ordynatora Sovę. Między nią, a jego synem pojawia się uczucie.

## Twórcy
- Scenariusz: Jaroslav Dietl
- Reżyseria: Jaroslav Dudek
- Producent: Telewizja Czechosłowacka (Československá televize)
- Rok produkcji: I seria (odc. 1–13) – 1977, II seria (odc. 14–20) – 1981

## Obsada aktorska
- Ladislav Chudík – dr Karel Sova senior, ordynator oddziału ortopedii szpitala w Borze (wszystkie 20 odcinków)[1]
- Ladislav Frej – dr Karel Sova junior, jego syn (19)
- Miloš Kopecký – dr Josef Štrosmajer (20)
- Josef Abrhám – dr Arnošt Blažej (20)
- Eliška Balzerová – dr Alžběta Čeňková (20)
- Jana Štěpánková – dr Dana Králová (20)
- Josef Vinklář – dr Grzegorz Cvach (15)
- Marie Motlová – Ema, gospodyni u Sovów (8)
- Dana Medřická – dr Fastová (7)
- Nina Popelíková – Jáchymová, siostra oddziałowa na ortopedii (18)
- Jaromír Hanzlík – Roman Jáchym, jej syn, kierowca karetki (15)
- Andrea Čunderlíková – siostra Ina Galušková→Jáchymová (19)
- Iva Janžurová – siostra Marta Huňková→Pěnkavová (20)
- Josef Dvořák – Václav Pěnkava (Zięba: 12 odcinków)
- Oldřich Kaiser – dr Vojtěch Peterka (6)
- František Němec – dr Vladimír Řehoř (Grzegorz: 17 odcinków)
- Hana Maciuchová – Alena Blažejová, żona Arnošta (11)
- Helga Čočková – Irena, córka dr. Štrosmajera (8)
- Viktor Preiss – Přemysl Rezek, znany hokeista, pacjent na oddziale ortopedii w szpitalu w Borze (12)
- Ladislav Pešek – dr Vrtiška, ordynator oddziału internistycznego szpitala w Borze (11)
- Josef Somr – Pekař, dyrektor szpitala w Borze (12)
- Daniela Kolářová – Kateřina Sovová, pierwsza żona Sovy juniora (8)
- Stella Zázvorková – Růžena Dobiášová, straganiarka z Borze (5)
- Ferdinand Krůta – Rudolf Dobiáš, jej mąż, pacjent na oddziale ortopedii w szpitalu w Borze (4)
- Jiří Kodet – Bohun Bauer, kochanek Ireny (4)
- Jaroslav Moučka – dyrektor Kovanda, ojciec Aleny (6)
- Josef Bláha – dekarz Galuška, ojciec Iny (2)
- Jana Paulová – Veronika, pielęgniarka w przychodni w Týniště (6)
- Darja Hajská – Klapetková, pielęgniarka w przychodni w Týniště (3)
- Václav Sloup – Kabíček, woźny w przychodni w Týniště (6)
- Dagmar Veškrnová – Kabíčková, jego żona (4)
- Věra Tichánková – Trochtová, pielęgniarka w przychodni w Týniště (3)
- Vlastimil Hašek – dr Ščerba, psychiatra w szpitalu w Borze (2)
- Martin Růžek – Chalaba, profesor w katedrze ortopedii Uniwersytetu Karola w Pradze (2)
- Květa Fialová – recenzentka rozprawy dr. Sovy juniora, z tejże katedry (1)
- Svatopluk Beneš – Fast, mąż dr. Fastovej (1)
- Zdenka Procházková – Rezková (4)
- Bozena Böhmová – siostra przełożona (3)
- Miroslav Saic – uciekinier (3)
- Lenka Termerová – pielęgniarka (2)
- Josef Bek – Emler (2)
- Josef Beyvl – biegacz (2)
- Vladimír Menšík – partner (2)
- Ludmila Roubíková – portierka (2)
- Robert Vrchota – przewodniczący (2)
- Karel Effa – pracownik szpitala (2)

## Odcinki
Seria I (1977):
1. Výročí (Rocznica)
2. Strach (Lęk)
3. Spor (Spór)
4. Loket (Łokieć)
5. Rozvod (Rozwód)
6. Únos (Porwanie)
7. Ema (Ema)
8. Hnízdo (Gniazdo)
9. Odchod (Pożegnanie)
10. Nástup (Nominacja)
11. Smíření (Pogodzeni)
12. Srážka (Zderzenie)
13. Setkání (Spotkanie)

Seria II (1981):
1. Reoperace (Powtórna operacja)
2. Gravidita (Ciąża)
3. Zánět (Zakażenie)
4. Punkce (Punkcja)
5. Oponentura (Obrona)
6. Procento hnisavých komplikací (Odsetek powikłań zapalnych)
7. Odečítání (Odliczanie)